# 鄧春卿
鄧春卿（?—?），字荣伯，北宋長汀縣（今屬福建）人。
生卒年不詳，大約生活於宋真宗时期。一生甘貧樂道，定居南山。宋徽宗崇寧年間，朝廷詔舉隱逸，郡守陈粹推薦鄧春卿。大觀元年（1107年），朝廷推行八行，按照士人的品德，選拔官員，郡守章清又以春卿名聞。皆懇辭不就。某日，章清前往拜訪春卿家，春卿有詩云：“在巷愧無顏子志，過廬難稱魏公心，望塵不敢希潘岳，雲滿南山雪滿簪。”一日忽感微恙，沐浴更衣而逝，享年九十六。有诗文三卷，早佚。《全宋詩》存其詩一首。